# Cybianthus parasiticus
Cybianthus parasiticus là một loài thực vật có hoa trong họ Anh thảo. Loài này được (Swartz) Pipoly mô tả khoa học đầu tiên năm 1987.